# Alexandrina Găinușe
Alexandrina Găinușe (n. 25 iulie 1932, Stoina, România – d. iulie 2012, București, România) a fost un demnitar comunist român, membră de partid din 1953. A fost membru al CPEX al PCR și viceprim-ministru. A fost responsabilă cu sistemul de sănătate, unde a fost considerată "politruc", care nu avea o viziune proprie, ci, mai degrabă, impunea linia aberantă a partidului. În 1982-3 a impus medicilor navetiști să-și schimbe domiciliul la locul de muncă. În cariera sa politică, Alexandrina Găinușe a fost sprijinită și promovată de Elena Ceaușescu.
Funcții deținute:
- 1979 - Prim secretar al organizației PCR Bacău[4]
- Viceprim-ministru al Guvernului (29 martie 1985 - 17 iunie 1986) în guvernul Dăscălescu.
- Ministrul industriei ușoare (5 mai 1986 - 3 februarie 1987) în guvernul Dăscălescu.[5]
- 1989 - Prim secretar al organizației PCR Iași.
- 1980 - 1989 deputat în Marea Adunare Națională

În seara zilei de 21 decembrie 1989 a participat la ultima tele-conferință cu Nicolae Ceaușescu și Biroul Executiv CC. După încheierea conversațiilor, s-a adresat celor din sala mică de conferințe a Consiliului Județean de Partid Iași (astăzi Sala Profesor Doru Tigău a Prefecturii Iași - "Casa Pătrată"): 

"Uitați-vă cu atenție la cei din jurul vostru, pentru că mâine s-ar putea să stați cu altcineva la această masă!". 

Desigur, a doua zi, în dimineața de 22 decembrie 1989, nu a mai venit la serviciu. Membrii noului Consiliu Provizoriu au încercat fără succes să descopere locul unde s-a retras. După câteva zile, la "Casa Pătrată", și-a făcut apariția soțul ei care a revendicat și a obținut lucrurile ei personale.

## Distincții
- Ordinul „Steaua Republicii Socialiste România” clasa a IV-a (16 decembrie 1972) „pentru merite deosebite în opera de construire a socialismului, cu prilejul aniversării a 25 de ani de la proclamarea Republicii”[6]
- Medalia comemorativă „A 40-a aniversare a revoluției de eliberare socială și națională, antifascistă și antiimperialistă” (20 august 1984) „pentru contribuția deosebită adusă la înfăptuirea politicii Partidului Comunist Român de făurire a societății socialiste multilateral dezvoltate în patria noastră, cu prilejul celei de-a 40-a aniversări a revoluției de eliberare socială și națională, antifascistă și antiimperialistă”[7]